# Pitthea cyanomeris
Pitthea cyanomeris là một loài bướm đêm trong họ Geometridae.